# ناوشکن کلاس کانتی
ناوشکن کلاس کانتی (به انگلیسی: County-class destroyer) یک کلاس از کشتی است که طول آن ۵۲۰٫۱۶ فوت (۱۵۸٫۵۴ متر) می‌باشد.